# Atelerix frontalis
Atelerix frontalis är en däggdjursart som först beskrevs av Andrew Smith 1831.  Atelerix frontalis ingår i släktet Atelerix och familjen igelkottdjur.

## Utseende
Arten når en kroppslängd (huvud och bål) av cirka 8 cm, en svanslängd av ungefär 2 cm och en vikt av 240 till 400 g. Liksom hos flera andra igelkottdjur är ovansidan täckt av många taggar. De är vita vid roten, mörkbruna eller svarta i mitten och åter vita vid spetsen. Det finns även helt vita taggar som kan bilda strimmor. Alla andra kroppsdelar är täckt av päls som i ansiktet är gråbrun. Kring ansiktets ovansida löper en vit remsa. Annars kännetecknas huvudet av en spetsig nos och korta öron. Händer och fötter är utrustade med fem fingrar respektive tår. Hos honor förekommer fyra spenar på bröstet och minst två spenar längre bak på undersidan. Förutom de trefärgade taggarna finns helt vita taggar. De kan vara glest fördelade eller de bildar längsgående linjer eller strimmor.

## Utbredning och habitat
Denna igelkott förekommer i södra Afrika i två från varandra skilda populationer. Den första mellan södra Angola och centrala Namibia och den andra från centrala Zimbabwe till centrala Sydafrika. Arten hittas bland annat i buskskogar, på gräsmarker och i trädgårdar. Atelerix frontalis vistas i halvtorra områden med en årlig nederbörd mellan 300 och 800mm. Öknar och våta regioner undvikas.

## Ekologi
Atelerix frontalis äter huvudsakligen ryggradslösa djur som kompletteras med grodor, ödlor, småfåglar inklusive kycklingsungar, ägg, mindre gnagare, kadaver och svampar. Den hittar sina byten främst med luktsinnet. Individerna är aktiva mellan skymningen och gryningen. På dagen vilar de gömda i den täta växtligheten. Arten rör sig oftast långsam men den kan nå hastigheter upp till 7 km/h vid fara. Annars rullar den ihop sig som andra igelkottar. Trots denna försvarsåtgärd faller igelkotten ibland offer för mjölkuven (Bubo lacteus). Arten kan täcka hela sitt vätskebehov med födan.
Denna igelkott är främst nattaktiv men efter regnfall kan den leta på dagen efter föda. Före den kalla årstiden skapas ett fettskikt som reserv.
Under den kalla årstiden intar Atelerix frontalis tidvis ett stelt tillstånd (torpor) men den håller ingen vinterdvala. Individerna kan tappa upp till 19 % av kroppsvikten fram till våren. När honor inte är brunstig lever varje exemplar ensam. Under våren eller sommaren (oktober till april på södra halvklotet) har honor en kull med upp till nio ungar, vanligen fyra ungar. Dräktigheten varar 5 till 6 veckor och ungarna föds blinda och nakna. De får sina första taggar efter några timmar och efter 4 till 6 veckor byts taggarna ut mot nya. Ungarna diar sin mor cirka 5 veckor och en till två veckor senare blir de självständiga. När ungarna föds är de cirka 9 g tunga och blinda. Ögonen öppnas efter ungefär 10 dagar. Boet är ett gömställe med torr bråte eller en jordhåla som fodras med torrt löv.

## Status
Denna igelkott fångas av regionens befolkning för köttets skull och taggarna används i den traditionella medicinen. Dessa hot är av mindre betydelse. IUCN kategoriserar arten globalt som livskraftig.

## Underarter
Arten delas in i följande underarter:
- A. f. angolae
- A. f. frontalis